# Химера (фильм)
«Химера» (англ. Splice, вариант перевода — «Гибрид») — научно-фантастический фильм 2009 года режиссёра Винченцо Натали.

## Сюжет
Два молодых учёных-биоинженера, супруги Эльза и Клайв, успешно соединяют вместе ДНК различных животных и птиц. Два созданных ими организма (Джинджер и Фред) могут принести большую прибыль их компании-спонсору (N.E.R.D.) благодаря наличию у них особого типа белка. Эльза и Клайв хотят развить свой успех и использовать человеческую ДНК для генетического гибрида, который может вызвать переворот в науке и медицине и помочь лечению болезней. Однако когда компания замораживает дальнейшие исследования, супруги начинают тайный эксперимент: игнорируя этические и юридические нормы, они смешивают ДНК нескольких животных и женской особи человека, и получают особый вид антропоморфного живого существа женского пола (получившего имя Дрен, по обратному прочтению названия компании). Существо быстро растёт, это девушка с птичьими ногами и хвостом, имеющим острое жало; оно обладает высоким интеллектом и понимает речь человека, может дышать в воде и имеет крылья (вкладывающиеся в щели на спине и руках).
На отчётной демонстрации Джинджер и Фреда, важной для привлечения финансов, происходит непредвиденное: оказывается, что женская особь (Джинджер) изменила пол на мужской, и два самца уничтожают друг друга в схватке. Лаборатория под угрозой закрытия. Из-за угрозы обнаружения Дрен, Клайв и Эльза переезжают на ферму умершей матери Эльзы. Между супругами и Дрен нарастают противоречия: Дрен часто бывает непослушна и неуправляема (половое созревание), хотя она и ощущает любовь со стороны учёных, а также стремится сама дарить любовь (заводит кошку, но потом убивает её). Учёные всё больше привязываются к эксперименту, Эльза учит пользоваться косметикой, Клайв — танцевать. Вскоре Клайв обнаруживает, что Эльза использовала при эксперименте свою ДНК.
Во время конфликта с Эльзой Дрен убивает кошку и угрожает Эльзе жалом, и та решает ампутировать его. Вернувшись в лабораторию, она, используя ампутированный кусок хвоста, синтезирует тот самый белок, который должны были получить при помощи Джинджер и Фреда. На ферме Клайв пытается пожалеть и успокоить Дрен, в результате чего они занимаются сексом. Их замечает Эльза. 
Клайв упрекает Эльзу в том, что она ранее не желала иметь «нормального» ребёнка, опасаясь утратить контроль. Они возвращаются на ферму, чтобы избавиться от Дрен, но обнаруживают, что она, похоже, умирает. Дрен хоронят. Один из боссов компании понимает, что учёные тайно создали новый ДНК-гибрид и ночью приезжает на ферму с братом Клайва, требуя показать ему Дрен. При попытке эксгумировать Дрен выясняется, что она трансформировалась в сильную и агрессивную мужскую особь (как и Джинджер), которая уничтожает приехавших мужчин, а затем, обнаружив способность говорить, насилует Эльзу и убивает жалом пытающегося защитить её Клайва. Затем Эльзе удаётся убить создание ударом камня по голове.
Сцена в конце фильма показывает встречу беременной Эльзы с руководительницей фармацевтической компании, которая говорит Эльзе, что из организмов мутантов были получены и запатентованы новые биохимические факторы, обладающие большим потенциалом. Эльза получает финансирование на эксперимент с вынашиванием её беременности.

## В ролях
- Эдриен Броуди — Клайв
- Сара Полли — Эльза
- Дельфина Шанеак — Дрен
- Дэвид Хьюлетт — Барлоу

## Релиз
Премьера фильма состоялась 6 октября 2009 года на кинофестивале в испанском городе Ситжес, где «Химера» получила премию за лучшие спецэффекты и номинировалась в категории «Лучший фильм», а также участвовала в кинофестивале в Сандэнсе (Парк-Сити, штат Юта, США) 2010 года.
В США фильм вышел в прокат 4 июня 2010 года при поддержке Warner Brothers.
В России премьера фильма состоялась 24 июня 2010 года, прокатом занимается компания «Каскад».

### Бокс-офис
Фильм появился в Америке 4 июня 2010 года в широком прокате, и собрал 7,4 миллиона долларов за первую неделю проката в 2,450 кинотеатрах.

### Критика
Фильм получил в основном положительные отзывы. Агрегатор рецензий Rotten Tomatoes сообщает о том, что 75 % критиков дали картине положительные рецензии, средний балл фильма на сайте — 6,7 из 10. Сайт Metacritic дал фильму 66 баллов из 100 на основе 34 обзоров, обозначив реакцию критиков — «В основном положительные обзоры».
Манола Даргис из The New York Times написала, что Натали «не изобрел жанр ужасов заново», но создавал интеллектуальный фильм, в котором между небольшими возгласами и случайными вспышками мурашек исследуются такие животрепещущие вопросы, как биоэтика, аборты, наука, спонсируемая корпорациями, проблемы обязательств между любовниками и даже семейная динамика, достойная Фрейда». Лиза Шварцбаум из Entertainment Weekly поставила оценку «A+» и заявила: «Выдающиеся эффекты существ от Говарда Бергера становятся еще более удивительными, когда фильм распадается на жуткую картину ужасов, а затем превращается в что-то из „Ребенка Розмари“».

## Сиквел
Натали в интервью сайту Bloody Disgusting 18 января 2010 года сказал о возможных продолжениях фильма.